# Francis Tyler
Francis William "Frank" Tyler, född 11 december 1904, död 11 april 1956, var en amerikansk bobåkare.
Tyler blev olympisk guldmedaljör i fyrmansbob vid vinterspelen 1948 i Sankt Moritz.